# 761 Brygada Grenadierów
761 Brygada Grenadierów, niem. Grenadier-Brigade 761 – jedna z niemieckich brygad grenadierów. Utworzona doraźnie w sierpniu 1944 roku z żołnierzy urlopowanych na terenie Finlandii. Przerzucona na front wschodni, ponosi ciężkie straty w rejonie Wilna. Wchodziła w skład Oddziału Korpuśnego D, we wrześniu 1944 roku włączona do 234 Pułku Grenadierów.